# Acalymma hirtum
Acalymma hirtum es un coleóptero de la familia Chrysomelidae.
Fue descrita en 1887 por Jacoby.